# Saint-Pierre-d'Entremont, Orne

Saint-Pierre-d'Entremont este o comună în departamentul Orne, Franța. În 1 ianuarie 2022 avea o populație de 659 de locuitori.